# Грант Нел
Грант Нел (англ. Grant Nel, 7 квітня 1988) — австралійський стрибун у воду.
Учасник Олімпійських Ігор 2016 року.
Призер Ігор Співдружності 2010, 2014 років.